# Società San Paolo
La Società San Paolo (in latino Societas a Sancto Paulo Apostolo) è un istituto religioso maschile di diritto pontificio: i membri di questa congregazione clericale, detti comunemente Paolini, pospongono al loro nome la sigla S.S.P.
Le origini dell'istituto risalgono alla fondazione nel 1914 ad Alba di una scuola tipografica a opera del beato Giacomo Alberione; ne sorse una congregazione di sacerdoti dedita alla predicazione tramite la stampa e gli altri mezzi di comunicazione sociale, che ottenne l'approvazione diocesana nel 1927 e quella definitiva da papa Pio XII nel 1949.

## Storia

### Le origini

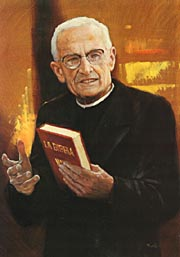
Giacomo Alberione, fondatore della congregazione

La congregazione venne fondata da Giacomo Alberione (1884-1971): già padre spirituale del seminario di Alba, quando nel 1913 assunse la direzione della Gazzetta di Alba, il settimanale diocesano, iniziò a interessarsi alla predicazione tramite gli strumenti della comunicazione sociale.
Il 20 agosto 1914 (data tradizionale della fondazione, adottata a posteriori perché coincidente con la morte di papa Pio X che aveva molto promosso l'apostolato della stampa) aprì presso la chiesa dei Santi Cosma e Damiano di Alba la Scuola Tipografica Piccolo Operaio (embrione della San Paolo Edizioni), un laboratorio tipografico per giovani da cui ebbe origine la congregazione.
Il primo collaboratore di Alberione fu Giuseppe Rosa, degli Oblati di San Giuseppe, che aveva maturato una certa esperienza nel campo dell'editoria ad Asti; il 16 ottobre 1914 Rosa e Alberione costituirono una società spirituale e sottoscrissero un accordo mediante il quale si impegnavano a dare inizio a un'opera per propagare i principi cattolici tramite la stampa e a formare giovani a tal fine.
Alberione e Rosa si separarono presto (il secondo era maggiormente incline all'opera educativa). Nel 1917 Alberione inviò una relazione al vescovo di Alba in cui scriveva che nel suo laboratorio tipografico lavoravano già tredici giovani (altri due si trovavano al fronte), cinque dei quali erano orientati ad abbracciare la vita religiosa; si accennava anche all'esistenza di un laboratorio femminile con quattro giovani donne (le future Figlie di San Paolo, il ramo femminile della congregazione).
Nella visione di Alberione la tipografia era una chiesa e i banconi di compositoria il pulpito. Egli pensava a un'unica congregazione, sotto la guida di un unico superiore generale, che riunisse tre rami: uno di religiosi scrittori, uno di religiose scrittrici e uno di religiose contemplative (quelle che divennero le Pie Discepole del Divin Maestro) che fecondasse con la preghiera e l'adorazione l'apostolato degli altri due rami.

### Gli sviluppi della congregazione

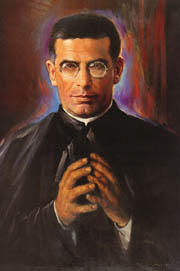
Giuseppe Timoteo Giaccardo, il primo paolino a venire beatificato

Nel 1919 venne ordinato sacerdote il primo discepolo di Alberione: Giuseppe Timoteo Giaccardo (che, però, venne incardinato nel clero diocesano). Il 23 novembre 1921 il fondatore fece al vescovo formale domanda di erezione canonica della Pia Società San Paolo.
La direzione della congregazione era affidata ai sacerdoti, gli unici autorizzati a predicare, mentre ai fratelli laici (i Discepoli del Divin Maestro) si occupavano del settore tecnico. La tipologia delle prime fondazioni presentava due modelli: il vocazionario e la libreria. I singoli vocazionari si strutturavano come case editrici autonome, con annessa una tipografia, mentre le librerie provvedevano alla diffusione dei prodotti editoriali usciti dai vocazionari. La tipologia del vocazionario venne riformata nel secondo dopoguerra, quando Alberione si rese conto che non era producente avere una pluralità di editori nello stesso paese e vennero creati dei grandi centri editoriali, uno per nazione.
Nel 1921 Alberione acquistò un vasto terreno presso la linea ferroviaria Alba-Alessandria e vi fece erigere il primo edificio tipografico della Società.
I paolini fondarono una casa editrice (l'attuale Edizioni San Paolo) e promossero la stampa di edizioni popolari dei testi sacri e dei classici cristiani; si impegnarono anche nell'attività cinematografica (realizzarono il film Abuna Messias, vincitore della coppa Mussolini alla mostra di Venezia del 1933, e nel 1950 Mater Dei, il primo lungometraggio a colori realizzato in Italia, e numerosi documentari a carattere catechistico); notevole diffusione ebbero le loro riviste come Famiglia Cristiana, Jesus e il Giornalino.
Il vescovo Giuseppe Francesco Re approvò il nuova congregazione il 12 marzo 1927.
La Società San Paolo ricevette il pontificio decreto di lode il 10 maggio 1941 e venne approvata definitivamente da papa Pio XII il 27 giugno 1949.

## La famiglia paolina
Il progetto originale del fondatore di creare un'unica congregazione che riunisse religiosi e religiose dovette essere abbandonato perché contrario alle norme canoniche. Il ramo femminile delle Figlie di San Paolo venne approvato come istituto autonomo dal vescovo di Alba nel 1929 e nel 1945 le religiose dedite al servizio domestico e all'adorazione andarono a costituire la nuova congregazione delle Pie Discepole del Divin Maestro.
Nel 1936 Alberione diede inizio anche alle Pastorelle, un ramo di suore impegnate nell'apostolato diretto (pastorale parrocchiale e diocesana), che venne eretto in congregazione autonoma nel 1953, e nel 1957 diede inizio a una congregazione per il lavoro in favore delle vocazioni (le Apostoline, erette in istituto di diritto diocesano nel 1993).
Dopo il 1955 Alberione diede inizio ad alcuni istituti secolari aggregati alla Società San Paolo: l'istituto Gesù Sacerdote, per i sacerdoti consacrati, l'istituto laicale maschile San Gabriele Arcangelo e quello femminile Maria Santissima Annunziata; per gli sposati esiste l'istituto Santa Famiglia, approvato nel 1993; i cooperatori costituiscono una sorta di terz'ordine e si dividono tra quanti si legano alla Società emettendo una formale promessa e tra semplici sostenitori delle opere paoline.
Tutti gli istituti nati dal carisma di Giacomo Alberione sono autonomi e indipendenti, ma condividono il riferimento all'apostolo Paolo e la devozione a Gesù Divin Maestro; la Società San Paolo ha il ruolo di altrice, cioè di guida e sostegno morale e spirituale.

## Spiritualità
La spiritualità della Società San Paolo è incentrata sulle figure dell'apostolo Paolo e di Gesù Cristo, "Via, Verità e Vita", invocato come "Divin Maestro". Nel progetto originale del fondatore era presente anche un riferimento a sant'Ignazio di Loyola, che cadde presto.
La spiritualità paolina è sintetizzata anche dallo stemma originario, che recava un'Ostia, un libro aperto (che allude all'attività editoriale dei paolini) e una spada (attributo di san Paolo); nel cartiglio venne inserita la scritta ALBA, sia in omaggio alla città di Alba, antica sede vescovile del Piemonte in cui ebbe origine la famiglia religiosa, sia come riferimento agli evangelisti (le lettere che formano la parola Alba sono le iniziali dei loro simboli: Angelus, Leo, Bos, Aquila).
Giacomo Alberione è stato proclamato beato da papa Giovanni Paolo II in piazza San Pietro a Roma il 27 aprile 2003; il 22 ottobre 1989 era stato elevato all'onore degli altari il primo paolino, Giaccardo.

## Attività e diffusione
I paolini si dedicano alla diffusione del messaggio cristiano mediante i mezzi di comunicazione di massa: gestiscono case editrici (libri e periodici) come le Edizioni San Paolo, centri di produzione e stazioni radio-televisive, centri di distribuzione, librerie e negozi di video e dischi.
Sono presenti in Europa (Francia, Irlanda, Italia, Polonia, Portogallo, Regno Unito, Spagna), nelle Americhe (Argentina, Brasile, Canada, Colombia, Ecuador, Messico, Panama, Venezuela), in Asia (Corea del Sud, Filippine, Giappone, India), in Africa (Repubblica Democratica del Congo, Nigeria) e in Australia; la sede generalizia è presso la basilica di Santa Maria Regina degli Apostoli alla Montagnola, in via Alessandro Severo a Roma.
Al 31 dicembre 2008 la congregazione contava 108 case e 1.024 religiosi, 553 dei quali sacerdoti.